# Cuicirama fasciata
Cuicirama fasciata är en skalbaggsart som först beskrevs av Bates 1866.  Cuicirama fasciata ingår i släktet Cuicirama och familjen långhorningar. Inga underarter finns listade i Catalogue of Life.